# Sr. Milagro
Mr. Milagro (Scott Free) es un superhéroe de ficción que aparece en los cómics estadounidenses publicados por DC Comics.
La versión Scott Free de Sr. Milagro apareció por primera vez en Mister Miracle #1 (abril de 1971) y fue creada por Jack Kirby.

## Historia de la publicación
Scott Free debutó en el primer número de la portada de la serie homónima de abril de 1971 como parte de la tetralogía del Cuarto Mundo. Big Barda, el interés amoroso del personaje, fue introducido en Mister Miracle #4 (octubre de 1971). Según el entonces asistente de Jack Kirby, Mark Evanier, Kirby quería ser un creador de cómics y un supervisor creativo en DC Comics, en lugar de un escritor-artista regular: "... íbamos a convertir al señor Milagro en Steve Ditko después de un par de temas y me pide que lo escriba y Ditko lo dibuje. "Carmine Infantino, editor de DC en el momento, vetó eso y dijo que Kirby tenía que hacerlo todo él mismo". Evanier coescribió extraoficialmente la mayoría de los números de la serie.
El título original con este personaje fue el más duradero de los títulos del Cuarto Mundo, con 18 números, mientras que los otros títulos, Nuevos Dioses y The Forever People, fueron cancelados después de sólo 11 números. El cómic más tradicionalmente superhéroesco de los distintos títulos del Cuarto Mundo, los últimos siete números, así como las encarnaciones posteriores de la serie, minimizarían la mitología del Cuarto Mundo a favor de la tarifa más tradicional de los superhéroes. El personaje se asoció con Batman tres veces en The Brave and the Bold. El título fue revivido en septiembre de 1977 por Steve Englehart y Marshall Rogers. Steve Gerber y Michael Golden produjeron tres ediciones que terminaron con el N°25 (septiembre de 1978) con varias líneas de la historia sin resolver. El Señor Milagro se asoció con Superman en DC Comics Presents # 12 (agosto de 1979) y se reunió con la Liga de la Justicia de América y la Sociedad de la Justicia de América en la Liga de Justicia de América # 183-185 (octubre-diciembre de 1980).
El personaje fue restablecido como parte de la alineación de la liga de la liga de la Justicia Internacional en 1987, un especial del One-shot del escritor Mark Evanier y del artista Steve Rude fue publicado en 1987. Esta especial fue seguida por una serie en curso que comenzó en enero de 1989, escrito por J. M. DeMatteis y dibujado por Ian Gibson. Otros escritores que contribuyeron al título incluyen Keith Giffen, Len Wein, y Doug Moench. Esta serie duró 28 ediciones antes de la cancelación en 1991. La serie era en gran parte humor, del Scott Free de Giffen, su esposa Big Barda, y su amigo Oberon, que pretendía ser el tío de Scott, como viviendo en suburbia cuando no luchaban contra el mal con la Liga de la Justicia.
En 1996, una serie escrita por Kevin Dooley mostró a Scott intentando escapar de su destino como un Nuevo Dios estableciendo una fundación caritativa en Nueva York. Esto funcionó para siete ediciones, antes de que todos los títulos del Cuarto Mundo fueran cancelados para el lanzamiento del Cuarto Mundo de Jack Kirby.
Además, la aliada y esposa de Scott, Big Barda, fue nombrada miembro de la revivida Liga de la Justicia y apareció regularmente en la cuarta serie de Jack Kirby, John Byrne.
Con el lanzamiento de la meta-serie de Grant Morrison y Seven Soldiers, el Sr. Milagro fue revivido como una miniserie de cuatro números. Esta miniserie se enfocó en cambio en el compañero de Scott y el aprendiz Shiloh Norman, que Morrison estableció como el nuevo Sr. Milagro.

## Biografía del personaje
Mister Miracle fue una de las cuatro series de la ambiciosa, pero de corta vida, saga del Cuarto Mundo de Kirby. El personaje fue inspirado por la carrera ilusionista temprana del artista Jim Steranko del cómic, mientras que la relación del personaje con Big Barda se basa en la relación de Kirby con su propia esposa.

### Thaddeus Brown
Thaddeus Brown era un artista de escape de circo cuyo nombre artístico era Mister Miracle(Señor Milagro). Como el primer artista del escape que usó el nombre Mister Miracle, Brown fue el mentor de Scott Free. Después del asesinato de Brown, Scott Free tomó el nombre de Mister Miracle y contrató a su asistente Oberon.

### Scott Free
Scott Free es el hijo de Izaya (Highfather o el "Alto Padre") soberano de Nuevo Génesis y su madre es Vayla. Dicho planeta se encontraba en guerra con Apokolips, hasta que Alto Padre y Darkseid firmaron un tratado de paz. Para sellarlo, ambos intercambiaron a sus hijos, aún bebés: Orión, hijo de Darkseid, fue a vivir a Nuevo Génesis, mientras que Scott Free fue a Apokolips; El intercambio de herederos garantizaba que ninguna de las partes atacaría a la otra.
Scott creció en uno de los orfanatos del terror de la Abuela Bondad, sin conocimiento sobre su origen, y al crecer se rebeló contra el totalitarismo de Apokolips. Odiándose a sí mismo por no poder encajar, fue influenciado por Metrón para ver un futuro más allá de Darkseid. Scott se convirtió en parte de una pequeña banda de alumnos que fueron tutorizados en secreto por el rebelde Himon, un nuevo Genesian que vivía como un rebelde en Apokolips. Fue en estas reuniones donde conoció a Big Barda, líder de las Furias Femeninas, quien también llegó a compartir su punto de vista, y más tarde se convertiría en su esposa.
Finalmente, Scott Free escapó y huyó a la Tierra. Su fuga, anticipada y planeada por Darkseid, anuló el pacto entre Darkseid y Highfather y le dio a Darkseid la excusa que necesitaba para revivir la guerra con Nuevo Génesis. Una vez en la Tierra, se convirtió en el protegido de un artista de escape de circo, Thaddeus Brown, cuyo nombre artístico era Mister Miracle. Brown estaba impresionado con las habilidades de Scott (especialmente como complementado con varios dispositivos avanzados que había tomado de su casa anterior) por lo que le enseñó los trucos del escapismo. Scott hizo amistad con el asistente de Brown, un enano llamado Oberón. Cuando Thaddeus Brown fue asesinado, Scott Free asumió la identidad de Mister Miracle. Barda más tarde siguió a Scott a la Tierra para luego casarse, ambos usaron sus poderes, equipo y habilidades en la guerra contra Darkseid, que todavía estaba interesado en recapturar a ambos. Finalmente, cansado de ser perseguido en la Tierra por los siervos de Darkseid, Scott regresó a Apokolips y ganó su libertad por medios legales, a través de un juicio por combate.
Scott Free formó parte también de la Liga de la Justicia como lo hicieron Barda y Oberón, que lo reformaron y Big Barda como superhéroes semi-jubilados que buscaban vivir vidas tranquilas en los suburbios cuando no estaban involucrados en las aventuras relacionadas con la Liga de la Justicia. En particular, Scott Free fue reformado como un esposo gallina, que a menudo se encontraba en el extremo receptor del temperamento de su esposa, por su deseo de vivir una vida tranquila en la Tierra.
Durante su tiempo en la Liga, Scott desarrolló una intensa rivalidad con el villano de la Liga de Justicia Manga Khan. El comerciante intergaláctico villano y vendedor negro repetidamente secuestró a Scott, en última instancia, convenció al exgerente de Scott, Funky Flashman, forjando documentos forzando a Scott a trabajar para Manga como su artista personal. Para obligarle a ir con mucho gusto, Khan reemplazó a Scott con un robot realista que fue asesinado por Despero durante su primera misión con la Liga de la Justicia. Scott finalmente escapó de Manga Khan y se reunió con su esposa y amigos, aunque el choque fue suficiente para hacer que Scott finalmente dejara la Liga y tomara un protegido llamado Shilo Norman.
En la Crisis Final, muchos de los nuevos dioses son todos renacidos aparentemente. Entre sus números están el aparentemente resucitado Mr. Milagro y Big Barda.
En Los nuevos 52, Mister Milagro aparece junto a Big Barda volando alrededor de las ruinas de Gotham City en la Tierra 2. Su propósito es encontrar el misterioso nuevo Batman, que se frustra cuando ambos son atacados por Furia.

## Poderes y habilidades
Como uno de los Nuevos Dioses, Mr. Miracle posee los atributos propios de su raza. Es extremadamente longevo al punto de ser funcionalmente inmortal y es inmune a una gran variedad de toxinas y venenos. La fisiología avanzada de Mr. Miracle le garantiza fuerza, resistencia, velocidad y reflejos sobrehumanos. Mr. Miracle es increíblemente más fuerte y resistente que cualquier atleta, incluso aquellos que representan la cima del condicionamiento humano. Mr. Miracle es capaz de saltar varios metros de altura con suma facilidad y en distancias medias, puede correr a velocidades supersónicas. Además, en combate nunca se ha visto fatigado y es muy resistente al daño convencional y de energía.
Durante su vida en Apokolips, Mister Miracle fue entrenado con el doble rigor por la Abuela Bondad; desarrollando una tolerancia extrema al dolor y la influencia psíquica. Aunque Mr. Miracle es pacifista, sigue siendo un guerrero excepcional, instruido en todas las técnicas de combate de Apokolips. En una oportunidad logró vencer a Big Barda en combate.
Mister Miracle es un genio inventor; él tiene una comprensión avanzada de la tecnología y la ciencia de las trampas, incluso para los estándares de Apokolips ha creado una gran variedad de armas complicadas, incluida su propia Caja Madre. Mr. Miracle es considerado el artista más grande del escape en el universo, gran parte de su habilidad es el resultado de su coordinación y equilibrio sobrehumano.
Mr. Miracle es el heredero del "Efecto Alfa" la antítesis del Efecto Omega de Darkseid; este poder era casi ilimitado y le permitía manipular la energía de muchas formas. Él utilizó sus poderes divinos para resucitar a su esposa y batallar contra Steppenwolf y Kalibak, logrando detener temporalmente la guerra entre Nuevo Genesís y Apokolips. Posteriormente renunció a su herencia.
Adicionalmente se descubrió, que Mr. Miracle era la encarnación de la Ecuación de la Anti-vida, un poder de nivel cósmico, el cual es alimentado por la ira y las emociones negativas. La Ecuación de la Anti-vida le da el poder de dominar la voluntad de todas las razas inteligentes o pensantes y de alterar la realidad, el espacio, el tiempo, la materia y la anti-materia a nivel cósmico. Cuando Mr. Miracle utilizó la Ecuación, era lo suficientemente poderoso para combatir con Superman y Orion simultáneamente.

### New 52
En el reinicio de la continuidad del Universo DC, Mr. Miracle retiene el estatus de un Nuevo Dios y ha renacido más poderoso que antes. El es capaz de levantar al menos 50 toneladas y ha demostrado tener un alto nivel de invulnerabilidad; soportando los rigores del espacio, sobreviviendo a la explosión de tres "esféras-boom", y ha resistido la acometida del mismo Darkseid. Sus reflejos, velocidad y agilidad combinados lo hacen capaz de evadir casi cualquier ataque, incluso a dos asesinos Apokoliptianos, como lo hizo contra Lashina y Kanto. Además, posee un factor de curación limitado y gran variedad de trucos mentales que le permiten romper la influencia psíquica. Mr. Miracle es un super artista del escape y un maestro del combate. Él fue capaz de derrotar a Fury, la hija Wonder Woman.

### Equipo y Armas
- Caja Madre: Es la computadora viviente creada por el Nuevo Dios Himon, la cual tiene acceso a la energía de la Fuente para diversos efectos. La Caja Madre es capaz de cambiar la constante gravitacional de un área, puede transferir energía de un lugar a otro, sentir el peligro, crear campos de fuerza, re-ordenar la estructura molecular de la materia, absorber o proyectar una poderosa explosión de choque, crear electro-redes de átomos, controlar el estado mental de un ser sensible, comunicarse telepáticamente con su portador u otra forma de vida, manipular la fuerza vital de su portador para sostenerlo más allá de lesiones mortales, puede abrir y cerrar tubos de auge para la teletransportación, asumir y controlar las máquinas no sensibles, además de muchas otras cosas.
- Traje: El traje del Mr. Milagro está magnéticamente sellado y proporciona protección limitada contra el daño y es a prueba de fuego. Contiene numerosos bolsillos ocultos en el cinturón, los guantes y las botas. También tiene un bolsillo secreto en la parte superior del brazo derecho donde oculta su Caja Madre.
- Máscara: La máscara del Mr. Milagro contiene los circuitos duplicados de su Caja madre la cual actúa como soporte vital, permitiéndole sobrevivir en ambientes hostiles.
- Guantes: Los circuitos ocultos en los guantes le permiten disparar ráfagas de conmoción, explosiones de fisión, crean mini-ondas de choque y pueden generar enorme poder eléctrico. Además, contienen mini-láseres en la yema de los dedos para el corte o la soldadura fina.
- Botas: Las suelas de sus botas contienen láser-jets capaces de fundir el acero.
- Capa: La capa de Mr. Milagro está hecha de una fibra especial de Nueva Génesis. La Caja Madre puede transmutar la capa en un capullo que puede soportar una explosión de tamaño considerable. Esto solo puede hacerse una vez.
- Aero Discos: Son placas metálicas delgadas utilizadas para volar y pueden alcanzar velocidades de 250 mph. Mr. Milagro ha modificado sus discos considerablemente para la batalla. Ellos pueden ser adheridos a las manos, para ser usados como escudos o cuchillas.
- Multi-cubo: Es un dispositivo periférico para la Caja Madre. El cubo fue diseñado por el Mr. Milagro, para usar el poder de transmutación de la Caja Madre y crear una serie de mecanismos preestablecidos en su interior. Todas estas funciones son mucho más fáciles de activar en combate u otras situaciones. El cubo es lo suficientemente pequeño para ser escondido en la palma de la mano. El multi-cubo no es sensible, pero todavía es capaz de interpretar comandos complejos y datos de grabación. El multi-cubo puede volar por sus propios medios y seguir las órdenes mentales del Sr. Milagro. El cubo puede utilizar el poder transmutador de la Caja Madre para lanzar cables de acero, proyectar hologramas o un láser capaz de cortar a través del acero. En el modo de holograma del cubo puede grabar escenas extendidas o hacer una grabación holográfica completa. El multi-cubo también puede emitir una potente onda sónica que puede romper una pared o aturdir a un humano sin protección.

## Apariciones en otros medios

### Televisión
- La primera aparición de Mister Miracle en televisión fue en el episodio animado de Superman: The Animated Series, Apokolips ... ¡Ahora! La Parte II es un extra de fondo cuando las fuerzas de Nuevo Génesis acuden en ayuda de la Tierra contra el intento de invasión de Darkseid. Técnicamente aparece en la Parte 1, mientras la Caja Madre muestra a High Father y Darkseid intercambiando a los bebés Orión y Mister Miracle por la tregua. El bebé nunca es identificado en el episodio como Mister Miracle.
- Una imagen de Mister Miracle aparece en el episodio de "The Call" de dos partes de Batman Beyond, donde aparece en una pantalla de computadora en la Atalaya de la Liga de la Justicia con Big Barda.
- Mister Miracle aparece como un personaje de fondo al final del episodio de Twilight de Justice League.
- Mister Miracle hizo un regreso en el episodio "The Ties That Bind" de Justice League Unlimited (escrito a partir de un resumen de la historia provisto por Jim Steranko), expresado por Ioan Gruffudd mientras que su yo más joven fue interpretado por Zack Shada. En este episodio, él y sus asociados desempeñan un papel destacado, ya que él y Barda son obligados por Granny Goodness a liberar a Kalibak del encarcelamiento en Apokolips (para instalarlo como un gobernante títere) a cambio de la vida de Oberon. Buscan la ayuda de la Liga de la Justicia, pero son rechazados, porque la guerra civil que se libra en Apokolips en ese momento solo beneficiaría a la Tierra, pero Flashse une a ellos de todos modos, y finalmente logran liberar a Kalibak y Oberón, encarcelando a Kalibak en la Tierra y dejando a Granny Goodness nada para usar.
- Mister Miracle es el héroe teaser en el episodio de Batman: The Brave and the Bold "Last Bat on Earth!", expresado por Yuri Lowenthal. Él, Big Barda y Batman ayudan en un evento de caridad temerario. Después del evento, mientras Batman distribuye autógrafos a los fanáticos, Barda se queja de que Mister Miracle no ayudó en la casa. Batman comenta que no importa lo bueno que sea Mister Miracle para escapar, no podrá salir de las demandas de una esposa. Mister Miracle tiene varias apariciones en los teaser cortos que conducen al episodio de dos partes "The Siege of Starro!", En el cual, aparece primero como uno de los héroes poseídos por Starro y más tarde entre los héroes desgastados por la batalla que se han liberado del control mental de Starro.
- Mister Miracle aparece en el episodio de Justice League Action "It'll Take a Miracle", con la voz de Roger Craig Smith.[24] Su historia de ser el hijo adoptivo de Darkseid y ser el novio de Big Barda está intacta con esta serie. Cuando Mister Miracle roba la Ecuación Anti-Vida de Darkseid, la vida de Big Barda se ve amenazada para que Batman la recupere de Mister Miracle a pesar de la competencia de Granny Goodness, Bernadeth y Lashina. Gracias a un plan de Batman y Mister Miracle, liberan a Big Barda y engañan a Darkseid para que piense que tiene la Ecuación Anti-Vida.
- Mister Miracle hace un cameo en el episodio de Harley Quinn, "Inner (Para) Demons", con la voz de Andy Daly.

### Película
- En la película animada de Superman / Batman: Apocalipsis, el uniforme de Mister Miracle se muestra detrás de un panel secreto que Big Barda revela, en el que guarda una Caja Madre, que convoca un tubo boom para transportar junto a Superman, Wonder Woman y Batman de ir a Apokolips para rescatar a Supergirl.
- Una versión del universo alternativo de Mister Miracle aparece en Liga de la Justicia: Dioses y monstruos, en un papel que no habla. En el flashback de Bekka, formó parte de la misión de Nuevo Génesis de asesinar a la realeza de Apokolips.

### Videojuegos
- Mister Miracle aparece en el videojuego en línea DC Universe Online en la trilogía de DLC 'Halls of Power'. En la trilogía, Mister Miracle y Big Barda llevan a los nuevos héroes (jugadores) a Necrópolis para encontrar artefactos de los Dioses Antiguos antes de que Darkseid los encuentre.
- En Injustice: Gods Among Us, una estatua de Mister Miracle aparece fuera del escenario del Salón de la Justicia.
- Mister Miracle aparece como un personaje jugable en Lego DC Super-Villains, expresado nuevamente por Roger Craig Smith.

## Premios
La serie Mr. Miracle, así como los restantes títulos del "Cuarto Mundo" (Forever People, New Gods y Superman's Pal, Jimmy Olsen), permitieron a Jack Kirby ganar el premio Shazam en 1971 como mejor logro por un individuo.
La serie de comics Mister Miracle, de Tom King y Mitch Gerads, publicada por DC Comics, ganó en 2019 el Premio Eisner a la mejor serie limitada.